# Xie Shishi
Xie Shishi (11 d'octubre de 1987) és una esportista xinesa que va competir en judo, guanyadora d'una medalla de plata al Campionat Asiàtic de Judo de 2011 en la categoria de –48 kg.

## Palmarès internacional
| Campionat Asiàtic | Campionat Asiàtic               | Campionat Asiàtic | Campionat Asiàtic |
| Any               | Lloc                            | Medalla           | Categoria         |
| ----------------- | ------------------------------- | ----------------- | ----------------- |
| 2011              | Abu Dabi ( Emirats Àrabs Units) | 2                 | –48 kg            |